# Oltina (Constanța megye)
Oltina község Constanța megyében, Dobrudzsában, Romániában. A hozzá tartozó települések: Răzoarele, Satu Nou és Strunga.

## Fekvése
A település az ország délkeleti részén található, Konstancától száztíz kilométerre nyugatra, a legközelebbi várostól, Băneasatól tizenöt kilométerre, északra. Az Oltina-tó mellett, közel a Duna Öreg-Duna ágához (más nevén Ostrovi-ág) helyezkedik el.

## Története
Oltina területén találhatóak egy ókori település, Altinum romjai. A török uralom alatt a bolgár Szilisztra városához tartozott. 1956-tól Adamclisi része volt, egészen 1968-ig, amikor községi rangra emelték.

## Lakossága
A nemzetiségi megoszlás a következő:
| 2002     | 2002 | 2002   |
| -------- | ---- | ------ |
| Románok  | 3091 | 99,87% |
| Törökök  | 4    | 0,12%  |
| Összesen | 3095 | 100,0% |